# Quapaw
Quapaw eller Arkansas eller Ugahxpa är en siouxtalande indiansk nation i USA. 
Quapaws etnogenes ägde rum i Mellanvästern och Ohiodalen. Under 1600-talet migrerade de till den västra sidan av Mississippifloden, i vad som nu är staten Arkansas vilken uppkallades efter dem. 1834 tvingades de att flytta till Indianterritoriet, det nuvarande Oklahoma. Quapaw utgör under namnet Quapaw Tribe of Indians en federalt erkänd indiannation med 3 240 medlemmar 2010.